# Heuchelheim (Bad Homburg vor der Höhe)
Heuchelheim (auch Heuchilheim) ist eine Wüstung im Hochtaunuskreis.
Heuchelheim wird in verschiedenen Urkunden, zuletzt 1528 genannt. Es lag östlich des Gotischen Hauses bei Bad Homburg. Heute noch bestehen die Flurnamen Heuchelbach, Heuchelheimer Feld, Heuchelheimer Hohl und Heuchelheimer Weg.
Heute wird diese Fläche landwirtschaftlich genutzt, es sind keine oberirdischen Siedlungsspuren mehr erkennbar.